# Katangi
Katangi est une petite ville et une municipalité du district de Balaghat, dans l'État du Madhya Pradesh, en Inde. Elle compte 14 760 habitants en 2011.

## Démographie
D'après le recensement de 2011, Katangi compte 14 760 habitants, dont 50 % de femmes et 50 % d'hommes. Son taux d'alphabétisation de 71 % est plus élevé que la moyenne nationale 59,5 %. Il s'élève à 78 % pour les hommes et 64 % pour les femmes. 13 % de la population de Katangi a moins de 6 ans.